# Mao's Last Dancer
Mao's Last Dancer  (Brasil: O Último Dançarino de Mao / Portugal: O Último Bailarino de Mao) é um filme australiano de 2009, dirigido por Bruce Beresford.

## Sinopse
O flme é baseado na autobiografia de Li Cunxin, o bailarino chinês que depois de tornar-se um dos membros da Academia de Dança de Madame Mao (criada por Jiang Qing, a terceira esposa de Mao Tsé-Tung) e ser convidado para um estágio no Houston Ballet pelo diretor Ben Stevenson; dá início a um conflito diplomático entre os Estados Unidos e a China, ao pedir asilo político e por ter se casado com uma norte-americana. Num primeiro momento, Li Cunxin é considerado um anti-chinês, mas depois de seu sucesso nos Estados Unidos, e recebido com homenagens em sua terra natal, anos depois. 

## Elenco
- Chi Cao ... Li Cunxin;
- Chengwu Guo ... o adolescente Li Cunxin;
- Huang Wen Bin ... a criança Li Cunxin;
- Joan Chen ... a mãe de Li Cunxin;
- Wang Shuang Bao ... o pai de Li Cunxin;
- Bruce Greenwood ... Ben Stevenson;
- Kyle MacLachlan ... Charles Foster.